# Ђеромина (Бергамо)
Ђеромина је насеље у Италији у округу Бергамо, региону Ломбардија.
Према процени из 2011. у насељу је живело 2036 становника. Насеље се налази на надморској висини од 131 m.